# Religion en France au XIXe siècle
 (novembre 2017).
Si vous disposez d'ouvrages ou d'articles de référence ou si vous connaissez des sites web de qualité traitant du thème abordé ici, merci de compléter l'article en donnant les références utiles à sa vérifiabilité et en les liant à la section « Notes et références ».
Les religions et l'État se sont souvent heurtés en France tout au long du XIXe siècle. Malgré un accord tacite entre le pape et le souverain français avec le concordat de 1801, les divergences entre la vision gallicane et la vision ultra-montaine de l'Église catholique perdurera jusqu'à la première guerre mondiale au sein de l'État.
Au fil du temps, la religion se détache de plus en plus de l'État. La religion catholique perd petit-à-petit son rôle de religion d'État afin de devenir une religion égale à la religion protestante et juive, même si dans les faits, la religion catholique reste la plus importante dans les mœurs français.
Le triomphe final des républicains, majoritairement anticléricaux, avec la Troisième république et la loi de séparation de l'Église et de l'État promulguée en 1905, fera perdre à l'État le contrôle qu'il avait sur la religion depuis 1801. L'Église quant à elle, se retrouve livrée à elle-même devant l'absence de subventions de l'état.

## Le prélude des divergences: l'Église sous la Révolution française
Lors de la Révolution française, les biens du Clergé sont nationalisés, ils sont vendus à des particuliers. Nombre de tensions naîtra entre ceux qui veulent garder leurs biens et le Clergé, qui réclame, après la Révolution française, la restitution de ses biens perdus. L'état civil est laïcisé, les mariages peuvent être célébrés sans l'intermédiaire de l'Église. 
De plus, avec la constitution civile du clergé de 1790, l'Église catholique se désorganise et se divise entre ceux qui approuvent la constitution et ceux qui la renient. L'Église perd en fait son rôle de ciment de la société qu'elle occupait depuis le Moyen Âge. Avec la Constitution civile du clergé de 1790, les ecclésiastiques français avaient dû prêter un serment de fidélité à la Constitution. Le pape Pie VI a condamné en avril 1791 ce serment qui faisait des prêtres des quasi-fonctionnaires. Une autre des conséquences de la Constitution civile du clergé était l’élection des évêques par les citoyens électeurs de leur diocèse, au lieu du mode antérieur de nomination par le pouvoir politique avec confirmation par le pape. Depuis la Révolution française, il y avait donc un clergé d’Ancien Régime, dont souvent les évêques étaient en exil à l’étranger, et un clergé constitutionnel, remobilisé par le groupe des Évêques réunis à Paris : Grégoire, Royer, Desbois et Saurine. La vie quotidienne se détache progressivement de la liturgie catholique.
Le décret du 11 prairial an III (30 mai 1795) autorise les citoyens à organiser des célébrations de cultes dans les édifices qui y étaient originellement destinés dont les communes sont toujours propriétaires au premier jour de l'an II. Ils seront remis à ces citoyens dans l'état où ils sont, charge à eux de les entretenir et de les réparer. Les prêtres doivent se soumettre aux lois de la République.

## Églises sous NapoléonIer

### Le concordat de 1801

La réorganisation de la géographie religieuse : la France est divisée en 59 diocèses et 10 provinces ecclésiastiques.

Dès l'arrivée de Bonaparte au pouvoir en 1799, ce dernier cherche un terrain d'entente avec le pape pour apaiser les tensions qui pèsent en France. Un concordat est donc signé entre le pape et Napoléon en 1801. Le concordat est une reconnaissance mutuelle entre les deux souverains. Le pape reconnaît Napoléon comme souverain français et la vente des biens nationaux tandis que Napoléon assure le paiement du clergé séculier. L'accord est plus politique que religieux en fin de compte. Le pape sait qu'il a besoin de la France comme soutien (26 millions de catholiques à l'époque), tandis que Napoléon désire une paix intérieure afin de mieux préparer ses futures conquêtes extérieures. Le concordat est signé en juillet 1801 et est promulgué en avril 1802, le jour de Pâques, pour ajouter une symbolique à cet accord. L’exigence formulée par le Premier Consul de composer un épiscopat à sa guise l’oblige à faire céder à la fois les évêques réfractaires en exil et les évêques constitutionnels encore en place. Le 15 août 1801, le pape Pie VII promulgue deux décisions pour permettre cette réorganisation : le bref Tam multa exige la démission des évêques institués par Rome, alors que le bref Post multos labores demande celle des évêques élus. Cette intervention directe de l’autorité pontificale constitue un acte de haute importance puisqu’elle réintroduit la papauté en tant que source de l’institution canonique, ce qui met fin aux principes de l’Église gallicane. Sur les 81 évêques réfractaires encore en vie en 1801, 38 refusèrent d’adresser leur démission au pape et donnent ainsi naissance à la Petite Église. Le concordat est un compromis, bref (39 articles), parfois très vague. D’emblée, « la religion catholique, apostolique et romaine sera librement exercée en France » (article 1). Archevêques et évêques sont nommés par le gouvernement mais reçoivent l’institution canonique du pape. Le texte stipule en outre qu’il « sera fait par le Saint-Siège, de concert avec le Gouvernement, une nouvelle circonscription des diocèses français ». En échange de l’abandon des biens ecclésiastiques vendus depuis 1790, le « gouvernement assurera un traitement convenable aux évêques et aux curés » (article 14).
Mais plusieurs dispositions témoignent de la subordination de l’Église vis-à-vis de l’État. Évêques et prêtres doivent prêter serment de fidélité au gouvernement (article 6 et 7), et doivent faire réciter à la fin de l’office divin le Domine salvam fac Rem publicam, de la même manière que, sous l'Ancien régime, on chantait le Domine, salvum fac regem. 
Dès sa promulgation, le concordat suscite l'opposition des élites administratives (sénat, armée), dénonçant un retour à l'organisation cléricale telle qu'elle était sous l'Ancien Régime. Napoléon, devant cette opposition, adopte les articles organiques. Dans ces articles, il est précisé qu'il faut désormais une autorisation pour ouvrir de nouveaux diocèses et il est aussi dit que le mariage civil était toujours reconnu. L'opposition est rassurée. Ce concordat demeurera pendant 104 ans, même les républicains n'oseront pas le supprimer immédiatement lorsqu'ils seront au pouvoir. Ce concordat assure la mainmise de l’État sur l'Église catholique et personne ne voudra s'en séparer, invoquant le gallicanisme pour se justifier.

### Péripéties religieuses sous Napoléon
Sous Napoléon, l'organisation hiérarchique ecclésiastique est la suivante. Les évêques sont les plus hauts dans la hiérarchie, ils sont suivis par les curés, puis les desservants et vicaires. Les évêques gagnent en moyenne 10 000 francs, les curés 1 000 francs et les desservants 500 francs. L'évêque gère le diocèse auquel il est nommé.
L'état s'implique de plus en plus dans la question religieuse au fil du temps. En 1804, un ministère des cultes est créé afin de contrôler les ressources que l'on affecte aux cultes. Conscient de l'implication de l'Église dans l'enseignement des français, Napoléon laisse agir les congrégations religieuses mais s'en méfiera toujours, les soupçonnant de véhiculer l'idée royaliste. Les relations se tendent entre Napoléon et le pape. Napoléon, qui a soif de conquêtes, envahit les états pontificaux en 1808. Le pape, furieux, excommunie Napoléon et refuse désormais de donner l'investiture canonique aux évêques français. C'est une catastrophe pour Napoléon qui ne peut, alors, pas nommer de nouveaux évêques à la place de ceux qui sont décédés. La population gronde fortement contre le régime impérial et son ingérence religieuse.
Au-delà du catholicisme, Napoléon accorde la liberté de culte aux 800 000 protestants et aux 45 000 juifs de France. Napoléon va même aller plus loin, en 1804, les protestants deviennent salariés comme les catholiques. Napoléon accorde dans le même temps, la citoyenneté française aux juifs résidant sur le territoire français. Napoléon encourage l'unification. En 1800, il encourage les consistoires protestants tout comme il encourage le projet de consistoire national juif en 1808.

## Alliance du trône et de l'autel

### La Restauration
En 1815, la monarchie bourbonienne est définitivement restaurée. La monarchie est favorable à l'influence de l'Église dans la société, comme lors de l'Ancien Régime, le catholicisme est religion « de l'État » selon la Charte de 1814 et non la religion « de la majorité des français » comme le prévoyait le concordat de 1801. Ainsi cette formulation, religion « de l'État » révèle l’ambiguïté de la période: on conserve les acquis de la révolution c'est-à-dire la liberté des cultes mais on voit aussi un rapprochement de l'État avec l'Église.
Sous l'influence des ultra-royalistes, le roi Louis XVIII est vivement conseillé par ces derniers de promulguer un nouveau concordat, pour mieux affermir le lien entre Église et monarchie mais le projet échoue. Malgré cela, les gouvernements successifs de la Restauration multiplient les gestes en faveur de l'Église. 30 nouveaux diocèses sont créés ce qui amène le recrutement de nouveaux prêtres, le panthéon redevient une Église, L'état consacre 4 % de son budget annuel aux cultes, soit 55 millions de francs. La mort de Louis XVIII et l'arrivée sur le trône de Charles X accentue cette tendance d'alliance entre trône et autel. Dès le début de son règne, Charles X renoue avec la pratique du sacre royal, liant religion et royauté comme au Moyen Âge. La loi sur les congrégations religieuses de 1825, autorisant de nouvelles congrégations à l'enseignement, et la loi sur le sacrilège, punissant de mort quiconque bafoue les reliques de l'Église, confirme cette alliance. Cette alliance est particulièrement mise à mal par les succès libéraux aux élections de 1827, qui craignent alors un retour à l'Ancien Régime et par les catholiques libéraux, qui dénoncent cette trop grande emprise de l'état sur leur religion. Sous le ministère Martignac, les congrégations religieuses perdent un peu de leur influence, sous la pression des libéraux à la chambre des députés.

### La monarchie de Juillet
Même si les symboles monarchiques disparaissent et même si le catholicisme n'est plus officiellement religion d'état, les liens entre Église et trône subsistent sous la monarchie de Juillet et ce jusqu'en 1848, date de la fin de cette monarchie.

## Églises sous la Deuxième République
En 1848, la monarchie de Juillet est renversée par une insurrection républicaine. Il n'y a aucune réaction anticléricale du fait de l'intégration du catholicisme social dans la révolution. Les prêtres catholiques sociaux plantent des arbres de la liberté un peu partout pour symboliser leur adhésion au mouvement républicain. En avril 1848, un comité des cultes est formé pour examiner la question d'une révision ou non du concordat de 1801. Les membres de ce comité sont tous favorables à une entente avec l'Église. En 1848, contrairement aux idées reçues, beaucoup de dirigeants pensent la religion nécessaire à la société, y compris les républicains. Il n'y a que très peu d'athéisme en France en 1848. La constitution de 1848 laisse donc la religion dans sa place de pilier de la société. L'article 7 de la constitution reconnaît les cultes protestants, juifs et catholiques.
Avec le retour aux affaires des monarchistes du parti de l'ordre, les catholiques intransigeants reprennent le pas sur les catholiques libéraux et les clivages se renforcent entre la gauche et la droite. Cela va particulièrement se voir avec la politique romaine de la France des années 49-50. Alors que le gouvernement de 1848 formé de républicains soutenait le printemps des peuples, le nouveau gouvernement monarchique défend le pape face aux nationalistes italiens menés par Garibaldi. La gauche républicaine se révolte un peu partout dans les grandes villes pour manifester son opposition à cette politique. La loi Falloux de 1850, renforçant le pouvoir de la religion dans l'éducation est également très vivement critiquée par les nouveaux montagnards de l'assemblée.

## Églises sous le Second Empire
Lors de la révolution de 1848, l'idée est de diminuer l'influence du clergé dans la sphère politique. D'ailleurs, dans la constitution de la République, il n'est plus écrit que la religion catholique est la religion d'État de la France comme avant dans la charte de 1830.
À cause du froid  entre l'Église de Rome et Paris,  l'empereur Napoléon III veut satisfaire l'opinion des catholiques français à son égard  et décide donc d'intervenir en Syrie et au Liban pour protéger les Chrétiens d'orient contre les massacres perpétrés par les Druzes et les sunnites au sein de l'Empire ottoman. 